# Cybaeus miyagiensis
Espèce
Cybaeus miyagiensis est une espèce d'araignées aranéomorphes de la famille des Cybaeidae.

## Distribution
Cette espèce est endémique de Honshū au Japon,. Elle se rencontre dans les préfectures de Miyagi, de Fukushima et d'Iwate.

## Description
Le mâle holotype mesure 7,50 mm et la femelle paratype mesure 8,80 mm.

## Étymologie
Son nom d'espèce, composé de miyagi et du suffixe latin -ensis, « qui vit dans, qui habite », lui a été donné en référence au lieu de sa découverte, la préfecture de Miyagi.

## Publication originale
- Ihara, 2004 : Descriptions of large- and medium-sized species of the genus Cybaeus (Araneae: Cybaeidae) from the Tohoku district, northern Honshu, Japan. Acta Arachnologica, vol. 53, no 1, p. 35-51 (texte intégral).